# Гільцинген
Гільцинген (нім. Hilzingen) — громада в Німеччині, знаходиться в землі Баден-Вюртемберг. Підпорядковується адміністративному округу Фрайбург. Входить до складу району Констанц.
Площа — 53,03 км2. Населення становить 8824 ос. (станом на 31 грудня 2020).